# Dalla Terra alle stelle
Dalla Terra alle stelle. Viaggio meraviglioso di due italiani ed un francese è un romanzo avventuroso di fantascienza del 1887 di Ulisse Grifoni, ampliamento del precedente Da Firenze alle stelle (1885).
Scritto prima delle opere di Salgari e apparentemente ispirato a quelle di Verne per le sue digressioni di carattere scientifico divulgativo, il romanzo - precorrendo l'idea della sostanza antigravitazionale di H. G. Wells ne I primi uomini sulla Luna (1901; tradotto solo nel 1910) - immagina la scoperta casuale di questo straordinario materiale, la costruzione di un'astronave e un viaggio nello spazio, prima sopra l'Africa e poi fino al pianeta Marte; quest'ultima tappa avrebbe dovuto essere descritta nel seguito del romanzo, che tuttavia non fu mai pubblicato.
Le sue molteplici soluzioni narrative innovative e accattivanti fanno del romanzo una delle pietre miliari nel campo della fantascienza.

## Trama
Alberto C., uno studente universitario fiorentino che ha abbandonato gli studi letterari per la chimica, mescolando varie sostanze chimiche produce accidentalmente una speciale vernice con la straordinaria capacità di annullare la gravità. Grazie all'aiuto del professor Sandrelli, suo amico, il giovane costruisce un'aeronave, che egli chiama Casa volante, con la quale entrambi sono in grado di solcare lo spazio, sorvolando prima varie regioni tra cui l'Africa e l'Oceano Pacifico, dirigendosi infine verso il pianeta rosso. Lì incontrano gli abitanti di Marte, che sono dei piccoli umanoidi. Infine fanno ritorno sulla Terra, dove la loro astronave si inabissa in mare nei pressi del Polo Nord.